# Myospila flavicans
Myospila flavicans este o specie de muște din genul Myospila, familia Muscidae, descrisă de Malloch în anul 1921. Conform Catalogue of Life specia Myospila flavicans nu are subspecii cunoscute.